# Cordia ensifolia
Cordia ensifolia är en strävbladig växtart som beskrevs av Ignatz Urban. Cordia ensifolia ingår i släktet Cordia, och familjen strävbladiga växter. Inga underarter finns listade i Catalogue of Life.